# Heilig Hartkerk (Oostende)

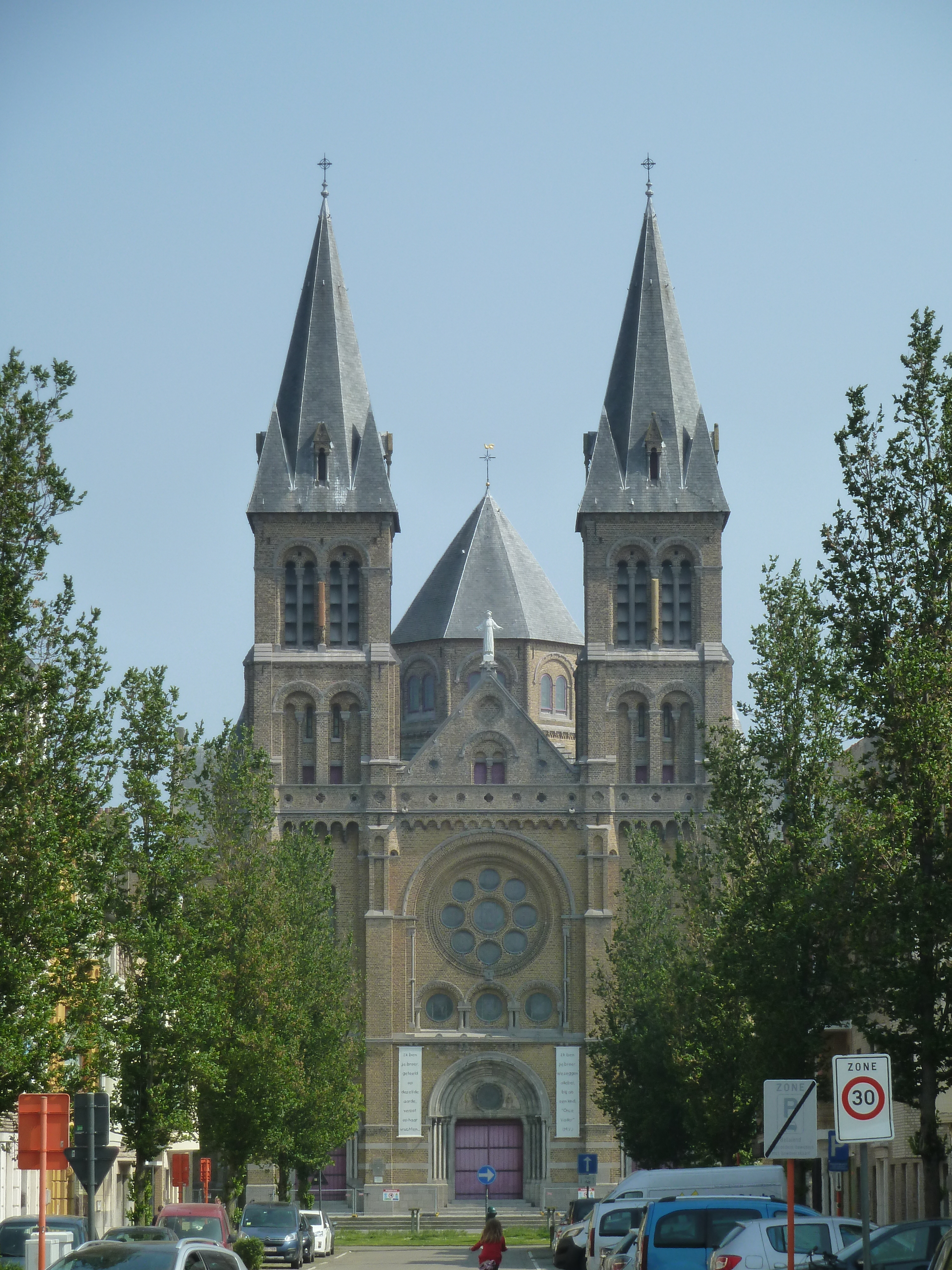
Heilig Hartkerk

De Heilig Hartkerk is een parochiekerk in de West-Vlaamse stad Oostende, gelegen aan het Heilig Hartplein in de Oostendse wijk Westerkwartier.

## Geschiedenis
De bouw van de kerk vond plaats in het kader van de sanering van een vervallen arbeiderswijk, waarbij men ruime straten voorzag. De Heilig-Hartlaan, waarin de kerk een centrale functie bekleedde, was daarin de centrale as. In de omgeving van de kerk werden na 1920 fraaie burgerhuizen gebouwd. De bouw van de kerk vond plaats van 1914-1928. Architecten waren Auguste Verraert en Gustaaf Vandamme.

## Gebouw
De kerk is gericht naar het zuidoosten. Het is een bakstenen neoromaanse kruisbasiliek waarvan de voorgevel geflankeerd wordt door twee torens, waartussen zich een puntgevel bevindt die bekroond wordt door een Heilig Hartbeeld. Er is een achtkante vieringtoren.
Het interieur is neoromaans.